# De vinnige Viking
De vinnige Viking is het negenennegentigste stripverhaal uit de reeks van Suske en Wiske. Het scenario was deze keer weer van Willy Vandersteen, de tekeningen zijn van Paul Geerts. 
Het verhaal is gepubliceerd in De Standaard en Het Nieuwsblad van 17 april 1975 tot en met 30 augustus 1975. De eerste albumuitgave in de Vierkleurenreeks was in januari 1976, met nummer 158.

## Locaties
- België, duinen, Noorwegen, Fjord Kapri, burcht met de poort tot het rijk der goden, het rijk der goden

## Personages
- Suske, Wiske, tante Sidonia, Lambik, Jerom, professor Barabas, Vrouwe Justitia, Thurborg de Viking, Odin de oppergod, Huginn en Muninn (de raven van Odin) (Huuke en Muuke), Thor (god van de donder) met geiten, Freya (vrouw van Odin), Sleipnir (paard van Odin), Loki (god van de leugens), slingerbokken, Frey (god van de arbeid) met everzwijn, wolven van Odin, Sigrid, prinses van de poort der goden, Mumliks (de drie dienstmeiden van Sigrid), Balder

## Uitvindingen
- De teletransfor, een zender in schoen, de teletijdmachine

## Het verhaal
Lambik wordt op weg naar huis overvallen en aangezien voor een zwerver. Hij weet aan de agent te ontkomen en arriveert bij tante Sidonia. 
Lambik wil nu Vrouwe Justitia spreken. De vrienden gaan naar professor Barabas, die hen wil helpen. Ze halen een schilderij uit het Justitiepaleis en halen de vrouw met de teletransfor naar het laboratorium. Lambik wordt boos als Vrouwe Justita hem niet meteen gelijk geeft. Hij vertrekt en de vrienden merken niet dat hij het zwaard van Vrouwe Justitia heeft meegenomen. 
Lambik probeert rechtvaardig te zijn, maar dit pakt meestal verkeerd uit. De vrienden brengen Vrouwe Justitia terug op het schilderij, maar het zwaard en de weegschaal zijn niet meer op het schilderij afgebeeld. Wiske haalt de weegschaal bij professor Barabas. Lambik komt erachter dat hij de weegschaal nodig heeft, omdat het zwaard zonder het andere voorwerp niet werkt zoals hij wil. Als Lambik bij tante Sidonia wil inbreken, wordt hij gezien door een agent en moet vluchten. Tante Sidonia wordt gewaarschuwd door de agent. De vrienden zien dat de weegschaal om middernacht begint te vliegen, maar het ding komt tegen een elektriciteitsdraad en stort neer. Lambik woont in de duinen en tijdens een storm komt een Vikingschip bij zijn huisje. Lambik vertelt Thuborg de Viking over het zwaard der gerechtigheid en de Viking wil dit zwaard in handen krijgen. De volgende morgen is de weegschaal weer aan hetvliegenn. De vrienden binden het ding vast aan de auto en volgen het. De vrienden ontmoeten Thurborg de Viking nadat deze hen eerst probeert te doden met een enorme bijl. Hij gaat er met het zwaard vandoor. Suske, Wiske en Lambik verstoppen zich op het Vikingschip om de Viking op te wachten. Het plan mislukt en ze zijn gevangen. Tante Sidonia ziet nog hoe het schip in de wolken verdwijnt.
Het Vikingschip stort neer in het kamp in Noorwegen en vliegt in brand. De Vikingen blussen en redden de vrienden uit het wrak. De vrienden pakken het zwaard, maar komen in het nauw. Wiske roept professor Barabas op en Jerom komt te hulp en verslaat de Vikingen. De teletijdmachine is niet in orde en de vrienden kunnen niet naar huis worden geflitst. De vrienden zien de burcht en worden door Huuke en Muuke gewaarschuwd daar niet naartoe te gaan. Dan zien ze Thor, de god van de donder, ruzie maken met Freya, de vrouw van Odin. De vrienden worden aangevallen door slingerbokken, maar Jerom kan de beesten verslaan en ze overnachten in een grot. Lambik vindt een hoorn en blaast hier op. De raven vertellen dat hij hiermee Frey heeft opgeroepen. Frey is boos omdat hij te vroeg is gewekt en stuurt de wolven van Odin op de vrienden af. Als de Mumlins komen, vluchten de wolven en de vrienden vertellen dat ze naar de burcht willen gaan. De Mumlins vinden Jerom erg knap en vertellen dat Loki het haar van de vrouw van Thor heeft afgeschoren en ooit de appelen der jeugd verkwanselde. Dan verschijnt Odin en de Mumlins en raven vluchten weg. Odin gaat zijn kasteel binnen en Jerom besluit een ritje op Sleipnir te maken. Odin ziet dit en neemt Jerom mee naar het rijk der goden. De Mumlins zijn verdrietig dat Jerom weg is. Lambik ziet zijn kans schoon, maar wordt met smoesjes afgewezen. De goden maken ruzie en dagen Jerom uit om met het everzwijn van Frey te vechten, Jerom verslaat het beest en vecht tegen de goden. Balder trekt het tafelkleed weg en Jerom valt naar de aarde en gaat naar de burcht terug. De goden besluiten de trollen de burcht te laten aanvallen en Jerom en Lambik vinden Sigrid erg leuk. De trollen verslaan Thuborg en de vrienden verdedigen de burcht. De goden besluiten de trollen te laten verdwijnen als de soep wordt opgediend. Sigrid en Thuborg besluiten te trouwen. 
Wiske heeft contact met professor Barabas en de vrienden worden terug naar huis geflitst. Het zwaard der gerechtigheid wordt weer op het schilderij geplaatst en de vrienden zeggen dat rechtvaardigheid van de mensen zelf moet komen.

## Achtergronden bij het verhaal
- Het verhaal is ook in het IJslands uitgegeven: Siggi og Vigga - Víkingurinn Vodalegi.
- In de aankondigingsstrook van het Kiekeboe-album Album 26 (1984) wordt een toespeling op dit verhaal gemaakt. Kiekeboe stelt als titel voor zijn verhaal De vinnige Viking voor, waarna Konstantinopel hem erop wijst dat dit al de titel van een Suske en Wiske-verhaal is.